# Zivilgesetzbuch
O Zivilgesetzbuch ("Código civil", em alemão), também conhecido como Code civil (em francês) ou Codice civile (em italiano), ou apenas pelas siglas ZGB ou CC, é o código civil da Suíça. Foi criado pelo jurista Eugen Huber, e passou a ser adotado em 1907, entrando em vigor a partir de 1912. O código era admirado pela clareza de sua linguagem, e porque era vago o suficiente para permitir uma interpretação judicial - o que, segundo alguns autores, permite que as leis se desenvolvam juntamente com a sociedade. Este foi o motivo pelo qual veio a ser adotado posteriormente na Turquia.